# Tramwaje w Harbinie
Tramwaje w Harbinie − zlikwidowany system komunikacji tramwajowej w chińskim mieście Harbin.

## Historia
Tramwaje elektryczne w Harbinie uruchomiono 10 października 1927 r. Wówczas system tramwajowy o szerokości toru 1000 mm składał się z 14 km tras i był obsługiwany przez 14 tramwajów. W szczycie rozwoju w mieście było 8 linii tramwajowych po których kursowało 40 wagonów. Sieć tramwajową zamknięto 17 czerwca 1987 r. 